# Steijn Schothorst
Steijn Schothorst (ur. 14 października 1994 roku) – holenderski kierowca wyścigowy.

## Kariera

### Początki
Schothorst rozpoczął karierę w jednomiejscowych samochodach wyścigowych w 2010 roku w Formido Swift Cup, który z dorobkiem 1 podium ukończył na 10 pozycji. Rok później w Festiwalu Formuły Ford klasie Duratec stanął dwukrotnie na podium i uzyskał dwa najlepsze czasy okrążeń, lecz startował tam tylko gościnnie. Podobnie było w Brytyjskiej oraz Europejskiej Formule Ford. Jedynie w Formule Ford Benelux był klasyfikowany i tu zakończył sezon na 4 pozycji, udało mu się bowiem odnieść trzy zwycięstwa i sześciokrotnie stanąć na podium.

### Formuła Renault
W 2012 roku Schotchorst rozpoczął stary w Europejskim Pucharze Formuły Renault 2.0 oraz Północnoeuropejskim Pucharze Formuły Renault 2.0. W europejskiej serii wystartował z ekipą Manor MP Motorsport, jednak zdobył tylko 12 punktów (22 pozycja w klasyfikacji}. W serii północnoeuropejskiej Holender wystartował 20 razy i dwukrotnie zwyciężył. Z dorobkiem 212 punktów uplasował się na 5 pozycji w klasyfikacji generalnej. Na kolejny sezon startów Steijn podpisał kontrakt z mistrzowską ekipą Josef Kaufmann Racing. Z dorobkiem odpowiednio 32 i 202 punktów uplasował się w edycjach europejskiej i północnoeuropejskiej odpowiednio na czternastej i piątej pozycji w klasyfikacji generalnej.
W sezonie 2014 Holender rozpoczął współpracę z holenderską ekipą Manor MP Motorsport w Europejskim Pucharze Formuły Renault 2.0 oraz w Północnoeuropejskim Pucharze Formuły Renault 2.0. W edycji europejskiej w ciągu czternastu wyścigów, w których wystartował, uzbierał łącznie 24 punkty. Dało mu to siedemnaste miejsce w końcowej klasyfikacji kierowców. W serii północnoeuropejskiej odniósł jedno zwycięstwo i czterokrotnie stawał na podium. Z dorobkiem 224 punktów uplasował się na czwartej pozycji w klasyfikacji generalnej.

## Wyniki

### GP3
| Legenda oznaczeń w tabelach wyników Wyświetl szablon na nowej stronie | Legenda oznaczeń w tabelach wyników Wyświetl szablon na nowej stronie                                                                     |
| Oznaczenie                                                            | Wyjaśnienie |
| --------------------------------------------------------------------- | --- |
| Złoty                                                                 | Zwycięzca lub mistrzostwo |
| Srebrny                                                               | 2. miejsce lub wicemistrzostwo |
| Brązowy                                                               | 3. miejsce lub II wicemistrzostwo |
| Zielony                                                               | Ukończył, punktował (w klasyfikacji generalnej, gdy zdobył co najmniej jeden punkt na przestrzeni sezonu, poza trzema powyższymi opcjami) |
| Niebieski                                                             | Ukończył, nie punktował (w klasyfikacji generalnej, gdy nie zdobył co najmniej jednego punktu na przestrzeni sezonu)                      |
| Czerwony                                                              | Nie zakwalifikował się (NZ) |
| Czerwony                                                              | Nie prekwalifikował się (NPK) |
| Różowy                                                                | Nie ukończył (NU) |
| Różowy                                                                | Niesklasyfikowany (NS) (w klasyfikacji generalnej, gdy nie został sklasyfikowany w żadnym wyścigu sezonu)                                 |
| Czarny                                                                | Zdyskwalifikowany (DK) |
| Czarny                                                                | Wykluczony (WYK/EX) |
| Biały                                                                 | Nie wystartował (NW) |
| Biały                                                                 | Kontuzjowany (K/INJ) |
| Biały                                                                 | Wyścig odwołany (OD/C) |
| Bez koloru                                                            | Został wycofany (WYC/WD) |
| Bez koloru                                                            | Nie przybył (NP/DNA) |
| Bez koloru                                                            | Nie brał udziału w treningach (NT/DNP) |
| Bez koloru                                                            | Nie został zgłoszony (–) |
| Pogrubienie                                                           | Start z pole position |
| Kursywa                                                               | Najszybsze okrążenie wyścigu |
| †                                                                     | Nie ukończył, ale jego rezultat został zaliczony ze względu na przejechanie więcej niż 90% dystansu wyścigu.                              |
| *                                                                     | Sezon w trakcie |
| 1/2/3                                                                 | Punktowana pozycja w sprincie kwalifikacyjnym                                                                                             |
| Lista systemów punktacji Formuły 1                                    | |

| Rok  | Zespół        | Wyniki w poszczególnych eliminacjach | Wyniki w poszczególnych eliminacjach | Wyniki w poszczególnych eliminacjach | Wyniki w poszczególnych eliminacjach | Wyniki w poszczególnych eliminacjach | Wyniki w poszczególnych eliminacjach | Wyniki w poszczególnych eliminacjach | Wyniki w poszczególnych eliminacjach | Wyniki w poszczególnych eliminacjach | Wyniki w poszczególnych eliminacjach | Wyniki w poszczególnych eliminacjach | Wyniki w poszczególnych eliminacjach | Wyniki w poszczególnych eliminacjach | Wyniki w poszczególnych eliminacjach | Wyniki w poszczególnych eliminacjach | Wyniki w poszczególnych eliminacjach | Wyniki w poszczególnych eliminacjach | Wyniki w poszczególnych eliminacjach | Punkty | Pozycja |
| ---- | ------------- | ------------------------------------ | ------------------------------------ | ------------------------------------ | ------------------------------------ | ------------------------------------ | ------------------------------------ | ------------------------------------ | ------------------------------------ | ------------------------------------ | ------------------------------------ | ------------------------------------ | ------------------------------------ | ------------------------------------ | ------------------------------------ | ------------------------------------ | ------------------------------------ | ------------------------------------ | ------------------------------------ | ------ | ------- |
| 2016 | Campos Racing | ESP                                  | ESP                                  | AUT                                  | AUT                                  | GBR                                  | GBR                                  | HUN                                  | HUN                                  | GER                                  | GER                                  | BEL                                  | BEL                                  | ITA                                  | ITA                                  | MAL                                  | MAL                                  | ARE                                  | ARE                                  | 36     | 13      |
| 2016 | Campos Racing | NU                                   | 22                                   | 20                                   | 12                                   | 14                                   | 5                                    | 22                                   | 20                                   | NU                                   | 17                                   | 6                                    | 7                                    | 13                                   | 13                                   | 5                                    | 10                                   | 6                                    | 7                                    | 36     | 13      |

### Podsumowanie
| Sezon     | Seria                                              | Zespół                | Wyścigi | Zwycięstwa | PP | NO | Podium | Punkty | Pozycja |
| --------- | -------------------------------------------------- | --------------------- | ------- | ---------- | -- | -- | ------ | ------ | ------- |
| 2010      | Formido Swift Cup                                  | Coronel Racing        | 14      | 0          | 0  | 0  | 1      | 75     | 10      |
| 2010/2011 | Dutch Winter Endurance Series                      | Mygale SJ10           | 1       | 0          | 0  | 0  | 0      | 0      | NS      |
| 2011      | Festiwal Formuły Ford - Duratec class              | Mygale SJ10           | 1       | 0          | 0  | 0  | 0      | N/A    | 2       |
| 2011      | Festiwal Formuły Ford - Duratec class - Pre finals | Mygale SJ10           | 3       | 0          | 0  | 1  | 2      | 0      | NS†     |
| 2011      | Brytyjska Formuła Ford                             | Geva Racing           | 6       | 0          | 0  | 0  | 0      | 0      | NS†     |
| 2011      | Europejska Formuła Ford                            | Geva Racing           | 11      | 0          | 0  | 0  | 1      | 0      | NS†     |
| 2011      | Formuła Ford Benelux                               | Geva Racing           | 17      | 3          | 2  | 1  | 6      | 271    | 4       |
| 2011/2012 | Dutch Winter Endurance Series                      | Coronel Racing        | 2       | 0          | 0  | 0  | 0      | 0      | NS      |
| 2012      | Europejski Puchar Formuły Renault 2.0              | Manor MP Motorsport   | 12      | 0          | 0  | 0  | 0      | 12     | 22      |
| 2012      | Północnoeuropejski Puchar Formuły Renault 2.0      | Manor MP Motorsport   | 20      | 2          | 0  | 3  | 3      | 212    | 5       |
| 2013      | Europejski Puchar Formuły Renault 2.0              | Josef Kaufmann Racing | 14      | 0          | 0  | 0  | 1      | 32     | 14      |
| 2013      | Północnoeuropejski Puchar Formuły Renault 2.0      | Josef Kaufmann Racing | 10      | 3          | 1  | 2  | 4      | 202    | 5       |
| 2013      | Toyota Racing Series New Zealand                   | M2 Competition        | 15      | 1          | 0  | 1  | 5      | 754    | 4       |
| 2014      | Europejski Puchar Formuły Renault 2.0              | Manor MP Motorsport   | 14      | 0          | 0  | 0  | 0      | 24     | 17      |
| 2014      | Północnoeuropejski Puchar Formuły Renault 2.0      | Manor MP Motorsport   | 15      | 1          | 0  | 0  | 4      | 224    | 4       |
| 2014      | Toyota Racing Series New Zealand                   | M2 Competition        | 15      | 2          | 1  | 1  | 4      | 630    | 4       |
| 2014      | Formuła Acceleration 1                             | Team Lazarus          | 2       | 0          | 0  | 0  | 0      | 10     | 14      |
| 2014      | Masters of Formula 3                               | Performance Racing    | 1       | 0          | 0  | 0  | 1      | N/A    | 2       |
| 2015      | Renault Sport Trophy - Endurance                   | Equipe Verschuur      | 6       | 0          | 0  | 1  | 2      | 22     | 14      |
| 2015      | Renault Sport Trophy - Elite                       | Equipe Verschuur      | 6       | 2          | 2  | 3  | 3      | 138    | 2       |
| 2016      | Renault Sport Trophy - Endurance                   | Equipe Verschuur      | 2       | 1          | 1  | 1  | 1      | 0      | NS†     |
| 2016      | Renault Sport Trophy - Pro                         | Equipe Verschuur      | 2       | 1          | 1  | 1  | 2      | 0      | NS†     |
| 2016      | Seria GP3                                          | Campos Racing         | 18      | 0          | 0  | 0  | 0      | 36     | 13      |

† – Schothorst nie był wliczany do klasyfikacji